# ويليام سايتو
ويليام سايتو (باليابانية: 斉藤ウィリアム؛ بالكانا: サイトウ ウィリアム ヒロユキ) هو مستثمر رأسمالي ‏ وشخصية أعمال أمريكي وياباني، ولد في 23 مارس 1971 في لوس أنجلوس في الولايات المتحدة.

## وصلات خارجية
- الموقع الرسمي